# Campanularia
Genre
Campanularia est un genre d'hydrozoaires de la famille des Campanulariidae.

## Liste d'espèces
Selon World Register of Marine Species (3 septembre 2015) :
- Campanularia abyssa Fraser, 1940
- Campanularia africana Stechow, 1923
- Campanularia agas Cornelius, 1982
- Campanularia ambiplica Mulder & Trebilcock, 1914
- Campanularia antarctica Ritchie, 1913
- Campanularia brevicaulis Nutting, 1915
- Campanularia breviscyphia Sars, 1857
- Campanularia carduella Allman, 1885
- Campanularia castellata Fraser, 1925
- Campanularia certidens Fraser, 1947
- Campanularia clytioides (Lamouroux, 1824)
- Campanularia compressima Kubota & Yamada, 1992
- Campanularia costata (Gravier-Bonnet, 1979)
- Campanularia crenata Allman, 1876
- Campanularia denticulata Clark, 1877
- Campanularia diverticulata (Totton, 1930)
- Campanularia erythraea (Stechow, 1923)
- Campanularia fasciculata Fraser, 1943
- Campanularia fusiformis Clark, 1876
- Campanularia gaussica Stechow, 1923
- Campanularia gracilis Allman, 1876
- Campanularia groenlandica Levinsen, 1893
- Campanularia hicksoni Totton, 1930
- Campanularia hincksii Alder, 1856
- Campanularia indopacifica Stechow, 1919
- Campanularia laminacarpa Millard, 1966
- Campanularia lennoxensis Jäderholm, 1903
- Campanularia longitheca Stechow, 1924
- Campanularia macroscypha Allman, 1877
- Campanularia morgansi Millard, 1957
- Campanularia nodosa Stechow, 1923
- Campanularia nuytsensis Watson, 2003
- Campanularia pecten Gow & Millard, 1975
- Campanularia pumila Bale, 1914
- Campanularia pygmaea Clark, 1875
- Campanularia retroflexa Allman, 1888
- Campanularia roberti Gow & Millard, 1975
- Campanularia serrulatella Borrandaile, 1905
- Campanularia sulcata Jäderholm, 1896
- Campanularia tulipifera Allman, 1888
- Campanularia vermicularis Van Beneden, 1867
- Campanularia volubilis (Linnaeus, 1758)